# 垂水系統交流道
垂水系統交流道（平假名：たるみジャンクション）是位於兵庫縣神戶市垂水區的神戶淡路鳴門自動車道、阪神高速5號灣岸線及神戶西繞道（第二神明道路北線）之系統交流道。此系統交流道同時設置垂水交流道（只限神戶淡路鳴門自動車道）。
垂水交流道（平假名：たるみインターチェンジ）是位於兵庫縣神戶市垂水區的神戶淡路鳴門自動車道之交流道。此交流道同時設置垂水系統交流道。
此設施是連接四國與東日本中，一個重要的系統交流道。

## 連接道路與通行方向
- 神淡鳴道神戶西方向→垂水JCT→神淡鳴道神戶西方向
- 神淡鳴道神戶西方向→垂水JCT（經收費站E，現實中為紅色通道）→第二神明北線永井谷方向
- 神淡鳴道神戶西方向→垂水IC（經收費站F，現實中為藍色通道）→縣道488號長坂垂水線
- 神淡鳴道神戶西方向→垂水JCT（經收費站G，現實中為黃色通道）→阪神高速5號灣岸線名谷方向
- 阪神高速5號灣岸線垂水方向→垂水JCT→第二神明北線永井谷方向
- 阪神高速5號灣岸線垂水方向→垂水JCT（經收費站C）→神淡鳴道神戶西方向
- 阪神高速5號灣岸線垂水方向→垂水JCT（經收費站H）→神淡鳴道鳴門方向
- 第二神明北線垂水方向→垂水JCT→阪神高速5號灣岸線名谷方向
- 第二神明北線垂水方向→垂水JCT（經收費站D）→神淡鳴道神戶西方向
- 第二神明北線垂水方向→垂水JCT（經收費站I）→神淡鳴道鳴門方向
- 神淡鳴道鳴門方向→垂水JCT→神淡鳴道鳴門方向
- 神淡鳴道鳴門方向→垂水JCT（經收費站B）→第二神明北線永井谷方向
- 神淡鳴道鳴門方向→垂水JCT（經收費站A）→阪神高速5號灣岸線名谷方向
- 縣道488號長坂垂水線→垂水IC（經收費站H）→神淡鳴道鳴門方向

## 历史
- 1998年4月5日 - 神戶淡路鳴門自動車道神戶西IC/TB至津名一宮IC之間開通、阪神高速5號灣岸線名谷JCT至垂水JCT之間開通及神戶西繞道（第二神明道路北線）垂水JCT至永井谷JCT之間開通，垂水JCT與垂水IC啟用。

## 收費站設施
- 收費亭數目：27座
  - 神淡鳴道鳴門方向→阪神高速（收費站A）
    - 收費亭數目：2座
      - ETC：1座
      - 一般：1座

  - 神淡鳴道鳴門方向→第二神明北線（收費站B）
    - 收費亭數目：2座
      - ETC：1座
      - 一般：1座

  - 阪神高速→神淡鳴道神戶西方向（收費站C）
    - 收費亭數目：2座
      - ETC：1座
      - 一般：1座

  - 第二神明北線→神淡鳴道神戶西方向（收費站D）
    - 收費亭數目：2座
      - ETC：1座
      - 一般：1座

  - 神淡鳴道神戶西方向→第二神明北線（紅色通道，收費站E）
    - 收費亭數目：2座
      - ETC（部分時段：ETC/一般）：1座
      - 一般：1座

  - 神淡鳴道神戶西方向→垂水IC出口（藍色通道，收費站F）
    - 收費亭數目：2座
      - ETC（部分時段：ETC/一般）：1座
      - 一般：1座

  - 神淡鳴道神戶西方向→阪神高速（黃方通道，收費站G）
    - 收費亭數目：8座
      - ETC：1座
      - ETC（部分時段：ETC/一般）：1座
      - 一般：6座

  - 阪神高速、垂水IC入口→神淡鳴道鳴門方向（收費站H）
    - 收費亭數目：4座
      - ETC（部分時段：ETC/一般）：1座
      - 一般：3座

  - 第二神明北線→神淡鳴道鳴門方向（收費站I）
    - 收費亭數目：2座
      - ETC（部分時段：ETC/一般）：1座
      - 一般：1座

## 交流道周邊
- 神戶市立名谷小學
- 垂水健康公園

## 鄰近設施
神戶淡路鳴門自動車道
(2)布施畑JCT/IC - (3)垂水JCT/IC - (4)淡路IC/SA
阪神高速5號灣岸線
(5-16)六甲島北出入口 - （計畫中） - (5-17)名谷JCT - 名谷出入口（未啟用） - (5-19,5-20,5-21)垂水JCT
神戶西繞道（第二神明道路北線）
垂水JCT - (11)學園南IC

## 相關項目
- 日本交匯處一覽

## 外部連結
- 本州四國連絡高速道路株式會社（页面存档备份，存于）（日語）
- 阪神高速道路株式會社（日語）
- 阪神國道事務所（页面存档备份，存于）（日語）

Template:阪神高速5號灣岸線
Template:第二神明道路